# 2466 Ґолсон
2466 Ґолсон (2466 Golson) — астероїд головного поясу, відкритий 7 вересня 1959 року.
Тіссеранів параметр щодо Юпітера — 3,371.